# Мария Олеговна
Мария Олеговна (? — после 1146) — русская княгиня из рода Ольговичей, династии Рюриковичей. Как предполагается историками, дочь черниговского князя Олега Святославича. Была посватана за Скарбимира, палатина польского князя Болеслава Кривоустого. Но в 1117 году он восстал против сюзерена, в связи с чем Мария вышла замуж за другого палатина — Петра Властовича. В 1146 году, после ареста мужа, произошедшего в ходе политической борьбы в среде польской придворной знати, Мария вернулась с большим эскортом на свою родину.

## Источник
- Войтович Л. В. Марія Олегівна // Княжа доба: Портрети еліти. — Біла Церква: О. Пшонківський, 2006. — С. 400.
- Стефанович П. С. Володарь перемышльский в плену у поляков (1122 г.): Источник, факт, легенда, вымысел // Древняя Русь: Вопросы медиевистики. — 2006. — № 3. — С. 56—74. (О Марии. — С. 67—68).
- Bieniak J. Polska elita polityczna XII wieku (Cz. II) // Społeczeństwo Polski średniowiecznej. — Warszawa, 1985. — T. III. — S. 13—74. (О Марии. — S. 54—55).